# 샤토브리앙 스테이크

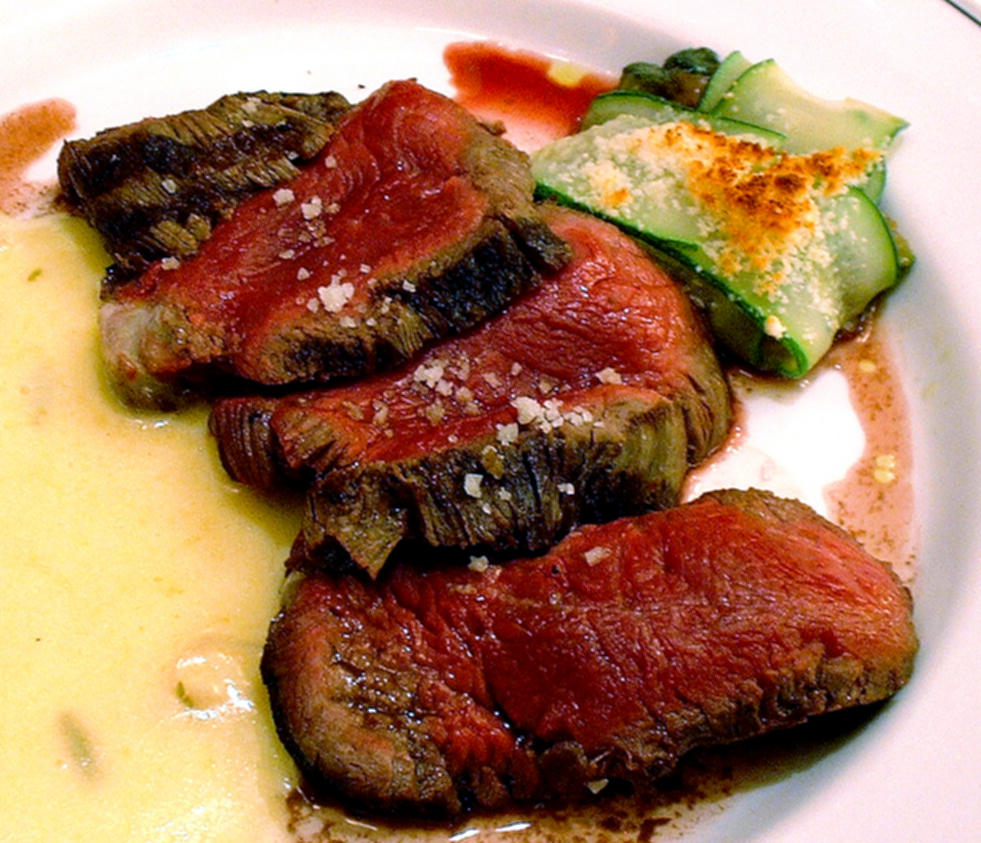
베어네이즈를 곁들인 샤토브리앙

샤토브리앙 스테이크 또는 샤토브리앙(프랑스어: chateaubriand)은 쇠고기의 안심살을 구워내어 만든 프랑스식 비프스테이크이다.

## 유래
샤토브리앙 스테이크는 19세기 프랑스의 귀족이자 작가인 프랑수아르네 드 샤토브리앙 남작의 요리사인 몽미레이유(montmireil)가 개발하였다고 하며, 스테이크명도 샤토브리앙의 성을 따왔다.

## 조리법
샤토브리앙 스테이크는 소 1마리에 4인분 밖에 나오지 않는 안심 부위를 통째로 썰어낸다. 전통적으로는 약 12온스(약 330g)정도의 크기로 썰어낸다. 토막낸 고기를 그릴에 레어(rare)로 살짝 익힌 후  샤토브리앙 소스및 베아르네즈 소스(béarnaise sauce)를 얹어낸다.

## 샤토브리앙 소스
샤토브리앙 소스(chateaubriand sauce)는 샤토브리앙 스테이크에 사용되는 소스이다. 만드는 법은 다진 양파와 다진 버섯을 버터에 볶아서 화이트 와인을 붓고 졸이다가 드미글라스를 넣고 끓인 것을 소금, 후추 등으로 간을 하여 만든다. 추가로 넣는 재료로 파슬리, 타라곤이나 백리향, 월계수 잎 등의 향신료를 첨가하기도 한다. 버섯을 다지지 않고 나중에 같이 끓여내는 방법도 있다.

## 같이 보기
- 비프스테이크
- 프랑수아르네 드 샤토브리앙
- 프랑스 요리
- 에스카르고